# Henan
Henan (chinesisch 河南, Pinyin Hénánⓘ, W.-G. Ho-nan, deutsch: Henan/Honan) ist eine Provinz in der östlichen Mitte der Volksrepublik China. In Henan befinden sich die Städte Luoyang und Kaifeng, die beide zu verschiedenen Zeiten Hauptstädte des chinesischen Kaiserreiches waren. Henan hat 99,4 Millionen Einwohner (2020) und gehört zu den bevölkerungsreichsten Provinzen Chinas. Der Name, zusammengesetzt aus hé (河 – „Fluss“) und nán (南 – „Süden“), bedeutet „südlich des Flusses“ und bezieht sich auf den Gelben Fluss (Huáng Hé).

## Geographie und Klima

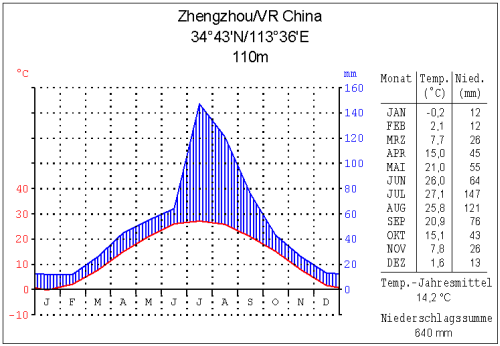
Klimadiagramm von Zhengzhou

Die größte Teil der Provinz liegt südlich des Gelben Flusses, der auf einer Länge von 700 km die Provinz durchfließt, daher der Name „Henan“ (südlich des Flusses). Henan ist durch Gebirge und Flüsse als natürliche Barrieren nach Westen, Nordwesten und Süden von den anderen Provinzen Chinas deutlich abgegrenzt, während es sich im Osten zur Großen Ebene öffnet, die sehr gute Bedingungen für den Getreideanbau bietet. Insgesamt bestehen 55,7 % der Provinzfläche aus Ebenen, 26,6 % aus Berg- und 17,7 % aus Hügelland. In der Westhälfte findet sich die Gebirge bzw. Berge Taihangshan, Xiaoshan, Xiong’ershan, Waifangshan, Funiushan und Songshan.
Die Nachbarprovinzen sind Anhui, Hubei, Shanxi, Hebei, Shandong und Shaanxi. Zu den Städten in der Provinz gehören neben der Provinzhauptstadt Zhengzhou auch die alten Kaiserstädte Kaifeng und Luoyang.
Das Klima Henans ist kontinental mit kalten und relativ trockenen Wintern und feucht-heißen Sommern. Die mittlere Jahrestemperatur liegt bei 13–15 °C und der mittlere Jahresniederschlag bei 600–900 mm. Temperaturen und Niederschläge nehmen von Norden nach Süden zu. In starkem Maße wird Henan von Naturkatastrophen bedroht. Aus den letzten 2.000 Jahren wird von fast 1.000 Dürre- und Überschwemmungskatastrophen berichtet. Der Gelbe Fluss veränderte in dieser Zeit am Unterlauf 21-mal seinen Lauf mit gravierenden Auswirkungen auf die Landwirtschaft der Provinz. Zum anderen führen die starken Regenfälle im Sommer schnell zu einem Anstieg der Wasserführung in den Flüssen, die dann über die Ufer treten können. Die Deich- und Kanalbauten, die seit den 1950er Jahren erfolgten, haben zu einer Verbesserung des Schutzes und damit auch der Bedingungen für die Landwirtschaft geführt.

## Geschichte
In der älteren Geschichtswissenschaft galten die Löss-Ebenen am Gelben Fluss und insbesondere die Provinz Henan als zentrale „Wiege der chinesischen Zivilisation“. Diese Sichtweise gilt mittlerweile als überholt und moderne Historiker gehen von einem plurizentrischen Ursprung aus. Trotzdem gilt Henan weiterhin als eine wichtige Kern- und Ursprungsregion der chinesischen Kultur. In den alten konfuzianischen Schriften wird Henan unter dem alten Namen Yuzhou (豫州,  Yùzhōu – „Staat bzw. Provinz Yu“) als Zentrum der neun historischen chinesischen Reiche während der Xia- und Shang-Dynastie beschrieben. Hiervon leitet sich auch das Kürzel für Henan – 豫,  Yù – ab. Die Orakelknochen aus der späten Shang-Dynastie als älteste Zeugnisse der chinesischen Schrift wurden zunächst bei der Fundstätte Yinxu in Henan entdeckt.

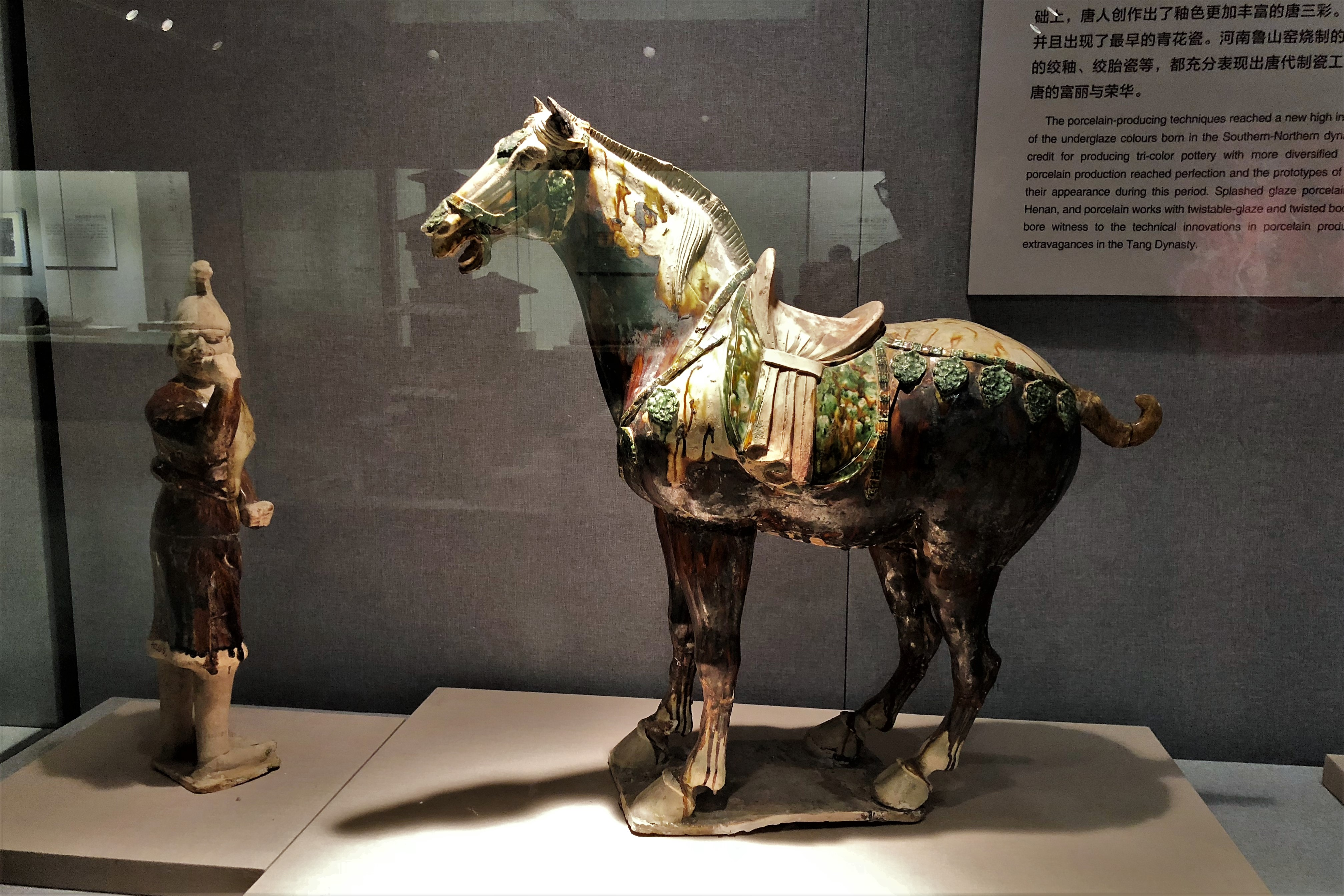
Glasierte Keramik aus der Zeit der Tang-Dynastie, in Luoyang ausgegraben

Die ältesten Funde von Kulturgegenständen aus dem Neolithikum in Henan wurden bei Jiahu im Kreis Wuyang gemacht. Diese proto-chinesische Kultur wird auf ein Alter von mindestens 9000 Jahren geschätzt. Eine weitere bedeutende Fundstätte befindet sich in Yangshao im Kreis Mianchi, nach der die Yangshao-Kultur (etwa 5000–3000 v. Chr.) benannt ist. Auch von der neolithischen Longshan-Kultur (etwa 3000–2000 v. Chr.) finden sich mehrere bedeutende Fundstätten in Henan. Etwa um 2800 v. Chr. soll der legendäre Kaiser Fu Xi nahe dem heutigen Huaiyang seine Hauptstadt Chen gegründet haben. Die nach ihrem Entdeckungsort in der Stadt Yanshi benannte Erlitou-Kultur (2100–1600 v. Chr.) erstreckte sich über Henan und das südliche Shanxi. Auf die Shang-Dynastie, die ihr Zentrum im Gebiet des heutigen Henan hatte, folgte ab etwa 1045 v. Chr. die Zhou-Dynastie. Unter dem Druck von Barbareneinfällen verlegte diese ihre Hauptstadt im Jahr 771 v. Chr. nach Chengzhou (成周) in das Gebiet des heutigen Henan. In der Zeit der Frühlings- und Herbstannalen (722–481 v. Chr.) war das Gebiet des heutigen Henan unter der Herrschaft von wechselnden Fürstentümern. Während der Zeit der streitenden Reiche (481–221 v. Chr.) befand sich Henan unter der Kontrolle von drei Staaten: Wei mit Hauptstadt Daliang (das heutige Kaifeng), Zhao und Han mit Hauptstadt Xinzheng. Die streitenden Reiche wurden durch den Staat Qin nacheinander erobert. Das unter der Qin-Dynastie geeinigte China wurde in 48 Präfekturen eingeteilt, von denen etwa sieben auf das heutige Henan entfielen (Sanchuan, Yingchuan, Dongjun, Dangjun, Nanyang, Chenjun und Henei).
In der Spätphase der Han-Dynastie wurde Henan von der Aufstandsbewegung der Gelben Turbane (184–205 n. Chr.) miterfasst. Im Jahr 494 n. Chr. verlegte Xiao Wen aus der Nördlichen Wei-Dynastie seine Hauptstadt nach Luoyang. Auch zur Zeit der Tang-Dynastie blieb Luoyang die zweite Hauptstadt für den Osten des Reichs (erste Hauptstadt wurde Xi’an, damals Chang’an). In Kaifeng bildete sich in den nachchristlichen Jahrhunderten eine jüdische Gemeinde, deren Existenz erst durch die Berichte des Jesuiten Matteo Ricci 1605 im Westen bekannt wurde. Außerdem kamen nestorianische Christen, besonders nach Luoyang, das im Westen unter dem Namen Saragh bekannt wurde. Beide, Juden und Christen, waren über die Seidenstraße aus Zentralasien und dem Iran eingewandert. Nachdem Kaifeng etwa um das Jahr 560 an den Großen Kanal angeschlossen worden war, blühte es zur Handelsmetropole auf.
Seit etwa dem Beginn der Ming-Dynastie (1368–1644) existierte die Provinz Henan ungefähr in ihren heutigen Grenzen. Die Provinz wurde durch die Kriegswirren zum Ende der Ming-Dynastie schwer mitgenommen, erholte sich aber unter der folgenden langen Herrschaft des Qing-Kaisers Kangxi wieder.

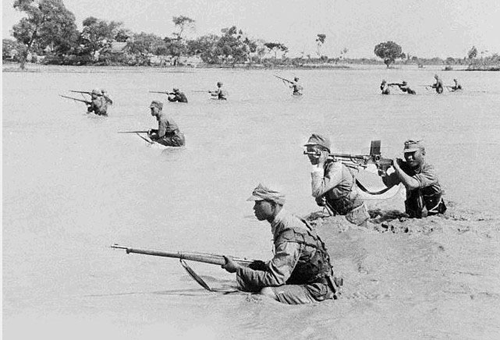
Soldaten der chinesischen Nationalarmee im Überschwemmungsgebiet des Gelben Flusses 1938

Nach Beginn des japanischen Aggressionskrieges gegen China ab 1937 sah sich die nationalchinesische Regierung unter Chiang Kai-shek fast ununterbrochen in der Defensive. Um den scheinbar unaufhaltsamen Vormarsch der japanischen Truppen aufzuhalten, hatte schon Alexander von Falkenhausen, einer der deutschen Militärberater Chiang Kai-sheks, angeregt, die Deiche des Gelben Flusses zu sprengen. Nach dem Abschied und der Rückkehr von Falkenhausens nach Deutschland im Jahr 1938 griffen die chinesischen Berater Chiangs das Konzept auf und die Deiche wurden Anfang Juni 1938 gesprengt. Dies führte zu massiven Überschwemmungen und einer gewaltigen humanitären Katastrophe. In den Provinzen Henan, Jiangsu und Anhui starben geschätzt etwa 800.000 Menschen.
In der Zeit der Volksrepublik China (ab 1949) wurde die Provinzhauptstadt vom alten Kulturzentrum Kaifeng 1954 in die Industriestadt Zhengzhou verlegt. Henan nahm bei vielen Kampagnen der Kommunistischen Partei Chinas eine Vorreiterrolle ein. Hier wurde die erste landwirtschaftliche Produktionsgenossenschaft, sowie 1958 die erste ländliche und die erste städtische Volkskommune gegründet. 1958 führte Henan als erste Provinz provinzweit Volkskommunen ein. Die Provinz spielte eine tragische Schlüsselrolle beim sogenannten Großen Sprung nach vorn (1958–1961). Die kommunistischen Parteikader Henans zeigten sich ideologisch besonders linientreu zur Politik Mao Zedongs, was dazu führte, dass die Provinz einen außerordentlich hohen Zoll an Menschenleben zu bezahlen hatte. Alleine von den 8,5 Millionen Einwohnern Xinyangs verhungerten mindestens eine Million. Auch bei der Kulturrevolution spielte Henan eine zentrale Rolle und die Auseinandersetzungen verliefen hier besonders blutig. Die anschließende Säuberung der Partei von radikalen Linken und die Durchsetzung der marktwirtschaftlichen Reformen erwies sich in der Provinz als besonders schwierig. Bis in die Gegenwart hinein galt Henan als eine seit langem nach außen eher abgeschlossene Provinz, in der konservativ-egalitäre bäuerliche Vorstellungen besonders stark vertreten waren.
Henan war auch die hauptbetroffene Provinz von der Banqiao-Staudamm-Katastrophe im August 1975, die Zehntausende Menschenleben forderte.

## Bevölkerung
| Jahr | Einwohnerzahl |
| ---- | ------------- |
| 1954 | 44.214.594    |
| 1964 | 50.325.511    |
| 1982 | 74.422.739    |
| 1990 | 85.509.535    |
| 2000 | 91.236.854    |
| 2010 | 94.029.939    |
| 2020 | 99.365.519    |

Seit Beginn der Volkszählungen in der Volksrepublik China im Jahr 1953 war Henan eine der bevölkerungsreichsten Provinzen und stand ab 1997, nach der Ausgliederung Chongqings aus Sichuan, für einige Jahre an erster Stelle. Im Jahr 2006 wurde es in dieser Hinsicht von Guangdong und 2010 von Shandong überholt. Seitdem steht Henan unter den 22 Provinzen in Bezug auf die Bevölkerung an dritter Stelle. In ethnischer Hinsicht ist Henan eine sehr homogene Provinz. Bei der Volkszählung 2020 lag der Anteil der Han-Chinesen bei 98,84 % und der der Minderheitsbevölkerung bei 1,16 %. Im Vergleich zur vorangegangenen Volkszählung im Jahr 2010 wuchs die Han-Bevölkerung um 5.314.754 Personen, was einem Anstieg von 5,72 % entsprach. Die Bevölkerung der verschiedenen ethnischen Minderheiten wuchs um 27.198 Personen, entsprechend einem Anstieg von 2,41 %.
Bei der Volkszählung 2020 lag die dauerhaft ortsansässige Bevölkerung (常住人口,  Chángzhù rénkŏu) bei 99.365.519 und die Hukou-Bevölkerung bei etwa 114.440.000. Die Differenz von mehr als 15 Millionen Personen zeigte, dass ein erheblicher Teil der Bevölkerung sein Auskommen in anderen Provinzen verdiente, bzw. dort zumindest partiell erwerbstätig war. Die Ursache hierfür waren wahrscheinlich die nur mäßigen Verdienstmöglichkeiten in Henan. In offiziellen absoluten Zahlen rangierte Henan im Jahr 2020 in Bezug auf das BIP zwar an fünfter Stelle, jedoch das Pro-Kopf-Einkommen lag nur auf Platz 18 der 22 chinesischen Provinzen.

## Administrative Gliederung
Im Jahr 2023 war Henan in 17 bezirksfreien Städte gegliedert. Auf Kreisebene bestanden 157 Verwaltungseinheiten: 82 Kreise, 54 Stadtbezirke und 21 kreisfreie Städte. Eine kreisfreie Stadt war direkt der Provinz unterstellt. Auf Gemeindeebene gab es 2459 Verwaltungseinheiten: 1192 Großgemeinden, 567 Gemeinden und 700 Straßenviertel. Unter den Gemeinden befanden sich im Jahr 2020 12 Nationalitätengemeinden.
| Verwaltungs- einheit                  | Chin.    | Hanyu Pinyin     | Verwaltungs- zentrum | Fläche (km²) | Einwohner (2020) |
| ------------------------------------- | -------- | ---------------- | -------------------- | ------------ | ---------------- |
| Henan                                 | 河南省   | Hénán Shěng      | Zhengzhou            | 165.663,65   | 99.365.519       |
| — Bezirksfreie Städte —               |          |                  |                      |              |                  |
| Zhengzhou                             | 郑州市   | Zhèngzhōu Shì    | Zhongyuan            | 7.567,18     | 12.600.574       |
| Kaifeng                               | 开封市   | Kāifēng Shì      | Gulou                | 6.240,22     | 4.824.016        |
| Luoyang                               | 洛阳市   | Luòyáng Shì      | Luolong              | 15.235,85    | 7.056.699        |
| Pingdingshan                          | 平顶山市 | Píngdǐngshān Shì | Xinhua               | 7.910,12     | 4.987.137        |
| Anyang                                | 安阳市   | Ānyáng Shì       | Beiguan              | 7.351,54     | 5.477.614        |
| Hebi                                  | 鹤壁市   | Hèbì Shì         | Qibin                | 2.140,43     | 1.565.973        |
| Xinxiang                              | 新乡市   | Xīnxiāng Shì     | Weibin               | 8.290,89     | 6.251.929        |
| Jiaozuo                               | 焦作市   | Jiāozuò Shì      | Jiefang              | 3.972,58     | 3.521.078        |
| Puyang                                | 濮阳市   | Púyáng Shì       | Hualong              | 4.271,16     | 3.772.088        |
| Xuchang                               | 许昌市   | Xǔchāng Shì      | Weidu                | 4.978,83     | 4.379.998        |
| Luohe                                 | 漯河市   | Luòhé Shì        | Yancheng             | 2.692,41     | 2.367.490        |
| Sanmenxia                             | 三门峡市 | Sānménxiá Shì    | Hubin                | 9.935,74     | 2.034.872        |
| Nanyang                               | 南阳市   | Nányáng Shì      | Wolong               | 26.511,48    | 9.713.112        |
| Shangqiu                              | 商丘市   | Shāngqiū Shì     | Suiyang              | 10.703,55    | 7.816.831        |
| Xinyang                               | 信阳市   | Xìnyáng Shì      | Pingqiao             | 18.915,61    | 6.234.401        |
| Zhoukou                               | 周口市   | Zhōukǒu Shì      | Chuanhui             | 11.961,04    | 9.026.015        |
| Zhumadian                             | 驻马店市 | Zhùmǎdiàn Shì    | Yicheng              | 15.086,28    | 7.008.427        |
| — Stadt auf Provinz- und Kreisebene — |          |                  |                      |              |                  |
| Jiyuan                                | 济源市   | Jǐyuán Shì       | Qinyuan              | 1.898,71     | 727.265          |

### Größte Städte
Die Einwohnerzahlen sind auf dem Stand der Volkszählung 2020 und beziehen sich auf die eigentliche städtische Siedlung. Die Urbanisierungsrate der Provinz liegt unter dem chinesischen Durchschnitt.
| Rang | Stadt     | Einwohner | Rang | Stadt        | Einwohner |
| ---- | --------- | --------- | ---- | ------------ | --------- |
| 1    | Zhengzhou | 6.461.013 | 6    | Anyang       | 1.187.772 |
| 2    | Luoyang   | 2.230.661 | 7    | Pingdingshan | 1.045.966 |
| 3    | Nanyang   | 1.407.616 | 8    | Shangqiu     | 1.031.123 |
| 4    | Xinxiang  | 1.271.350 | 9    | Xinyang      | 1.014.843 |
| 5    | Kaifeng   | 1.193.802 | 10   | Jiaozuo      | 874.733   |

## Wirtschaft und Verkehr

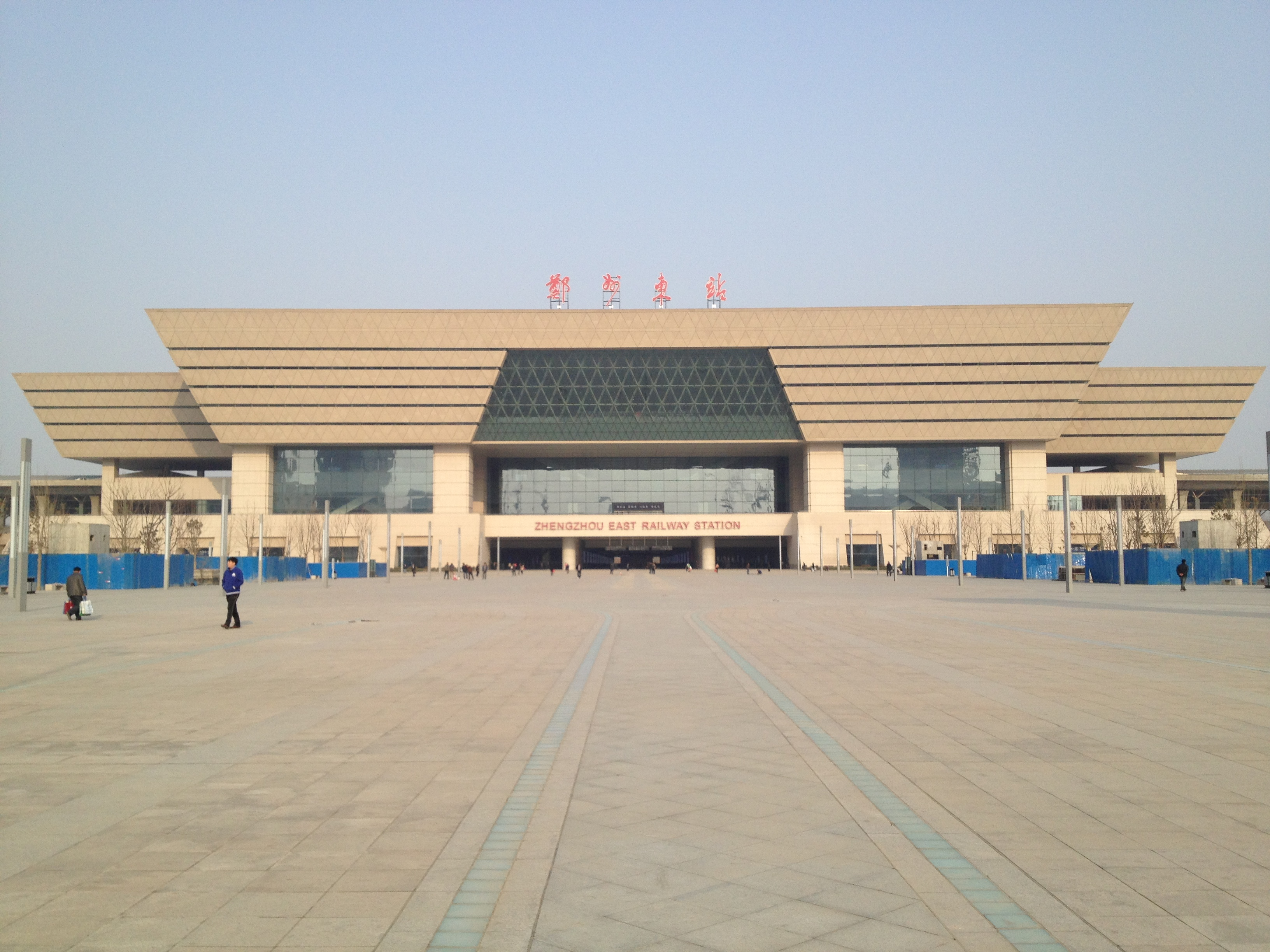
Der 2012 eröffnete Bahnhof Zhengzhou Ost verfügt über 32 Gleise

Nach wie vor spielt die Landwirtschaft eine wichtige Rolle für die Gesamtwirtschaft der Provinz; Henan gilt als die wichtigste Kornkammer Zentralchinas. Rund 82 % der Bevölkerung der Provinz leben auf dem Land, nur 18 % in Städten.
Im Jahr 2015 erwirtschaftete die Provinz ein BIP in Höhe von 3,70 Billionen Yuan (594 Milliarden US-Dollar) und belegte damit den fünften Rang unter den Provinzen Chinas. Das BIP pro Kopf betrug 42.247 Yuan (6.361 US-Dollar / KKP: 12.164 US-Dollar) pro Jahr (Rang 20 unter den chinesischen Provinzen). Das Wohlstandsniveau in der Provinz betrug 78 % des chinesischen Durchschnitts und lag damit ungefähr auf dem Niveau von Sri Lanka.
Von großer Bedeutung sind die Henan durchquerenden Hochgeschwindigkeitsstrecken Peking–Guangzhou und Xuzhou–Lanzhou, die sich in Zhengzhou treffen, diese Stadt zum 2014 zweitgrößten Eisenbahnknotenpunkt nach Verkehrsaufkommen in China und den Bahnhof Zhengzhou Ost 2015 zum größten Umsteigebahnhof in Asien machen. Entlang der Schnellfahrstrecken konzentriert sich die Industrialisierung, während in den verkehrsmäßig wenig erschlossenen ländlichen Gebieten nach wie vor große Armut herrscht.
Die kleine Ortschaft Nanjiecun (南街村) ist während der Öffnung des chinesischen Marktes in den 1980ern zu einer radikalen Form von Kommunismus zurückgekehrt. Das Bruttosozialprodukt betrug im Jahr 1984 0,7 Millionen Renminbi (RMB) und knackte die 100-Millionen-Marke 1991. Ein signifikanter Teil dieses Geldes stammt jedoch aus Darlehen von großen Banken, welche vergeben wurden nach dem Besuch und öffentlichen Lob von Qiao Shi, einem wichtigen Parteifunktionär. Nanjie hat durch den Kollektivismus und den wirtschaftlichen Erfolg internationale Bekanntheit erlangt und wird oft als das „letzte maoistische Dorf“ bezeichnet.
Die chinesische Polizei befreite am 14. Juni 2007 eigenen Angaben zufolge über 200 Arbeitssklaven aus Ziegeleien in der Provinz Hénán; darunter befanden sich 29 Kinder. Im Verlauf der dreitägigen Razzia untersuchten 35.000 Beamte 7.500 Ziegeleien in der Region und nahmen 120 Verdächtige fest. Unter Schlägen wurden die Sklaven ohne Bezahlung zur Arbeit gezwungen. Zuvor hatte eine Online-Petition von rund 400 Vätern für Aufsehen gesorgt, die die Untätigkeit der Behörden wegen der Entführung ihrer Kinder anprangerte.
Am 17. Juli 2021 begann in der Region Henan durch starken Dauerregen ein Jahrtausendhochwasser, das am 20. Juli seinen höchsten Stand erreichte (→ Hochwasser in Henan 2021). Der entstandene Sachschaden belief sich auf ca. 120 Milliarden CNY.

## Kultur

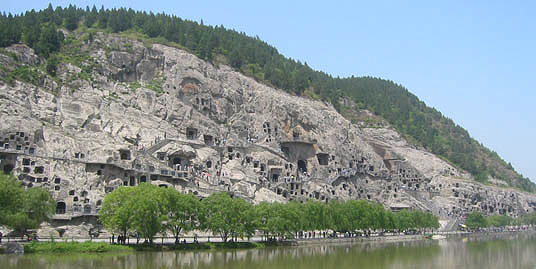
Longmen-Grotten

Die Henan-Oper ist eine bekannte Form der chinesischen Oper. In der Nähe von Luoyang befinden sich die Longmen-Grotten, die seit 2000 zum UNESCO-Welterbe gehören.
Henan gilt als Ursprungsregion der chinesischen Kultur und Nation. Seine Bewohner sehen sich als Nachfahren des Gelben Kaisers. 19 Dynastien hatten hier ihren Sitz: bei Anyang, in Luoyang sowie in Kaifeng. Entsprechend war Henan Heimat vieler historischer und literarischer Persönlichkeiten (Laozi, Zhuangzi, Han Fei, Lü Buwei, Shang Yang, Li Si, Yue Fei, Du Fu, Bai Juyi ...). Mit der Invasion der Jurchen und der mongolischen Invasion endete die zentrale Funktion Henans. Das Machtzentrum wurde nach Nordchina verlegt und Henan verlor seine Schlüsselstellung.

## Tourismus

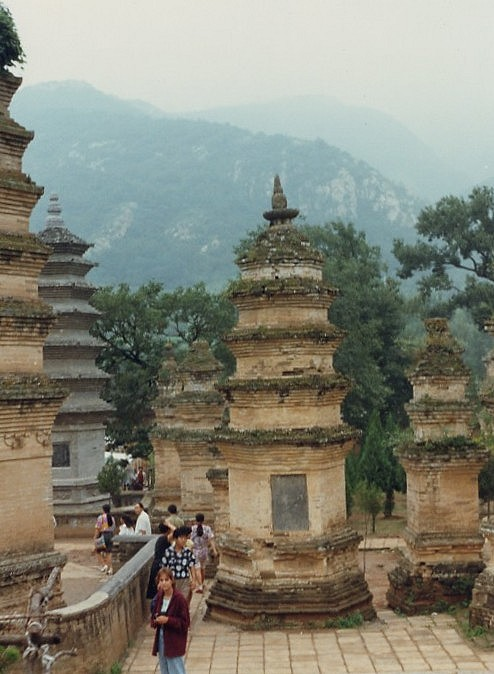
Stupas am Shaolin-Tempel

Um die Provinzhauptstadt Zhengzhou gibt es nur eine echte Sehenswürdigkeit, das Shaolin-Kloster. Es wurde vor 1500 Jahren, zur Zeit der Nördlichen Wei-Dynastie, am Fuße des Song Shan Gebirges unweit des gelben Flusses erbaut und liegt ruhig und verlassen in den Bergen. Der damalige Kaiser ließ es zu Ehren des indischen Mönchs Ba Tuo bauen, da dieser ihn in politischen Fragen gut beraten hatte. Etwa 20 Jahre später traf in Shaolin der indische Mönch Bodhidharma (chin. Da Mo, jap. Daruma) ein, um seine Auffassung des Buddhismus zu verbreiten, die heute als Chan- oder Zenbuddhismus bekannt ist. Er war erschrocken über den schlechten körperlichen Zustand der buddhistischen Mönche (hervorgerufen durch langes Sitzen beim Meditieren) und ersann ein Übungssystem, um den Körper der Mönche zu trainieren und gesund zu erhalten. Übungen wie Xi Sui Jing (Waschung des Marks) und Yi Jin Jing (Transformation der Sehnen und Bänder) waren der Ursprung des Shaolin Quan Kung Fu.
Der Pagodenwald, Talin, liegt einen knappen Kilometer südwestlich des Klosters Shaolin. Es ist der Friedhof der Klosteranlage mit 220 kleinen Pagoden, die die Asche berühmter Mönche enthalten. Die unterschiedlich gestalteten Pagoden sind sämtlich nach Süden, der Heimat Buddhas, ausgerichtet.

## Wissenschaft
Der am 20. Dezember 1965 entdeckte Asteroid (2085) Henan trägt seit 1980 den Namen der Provinz.